# Sint-Martinuskerk (Oberwalluf)
De Sint-Martinuskerk (Duits: St. Martin) is een rooms-katholieke parochiekerk in de Hessische plaats Oberwalluf (Rijngouw).

## Geschiedenis

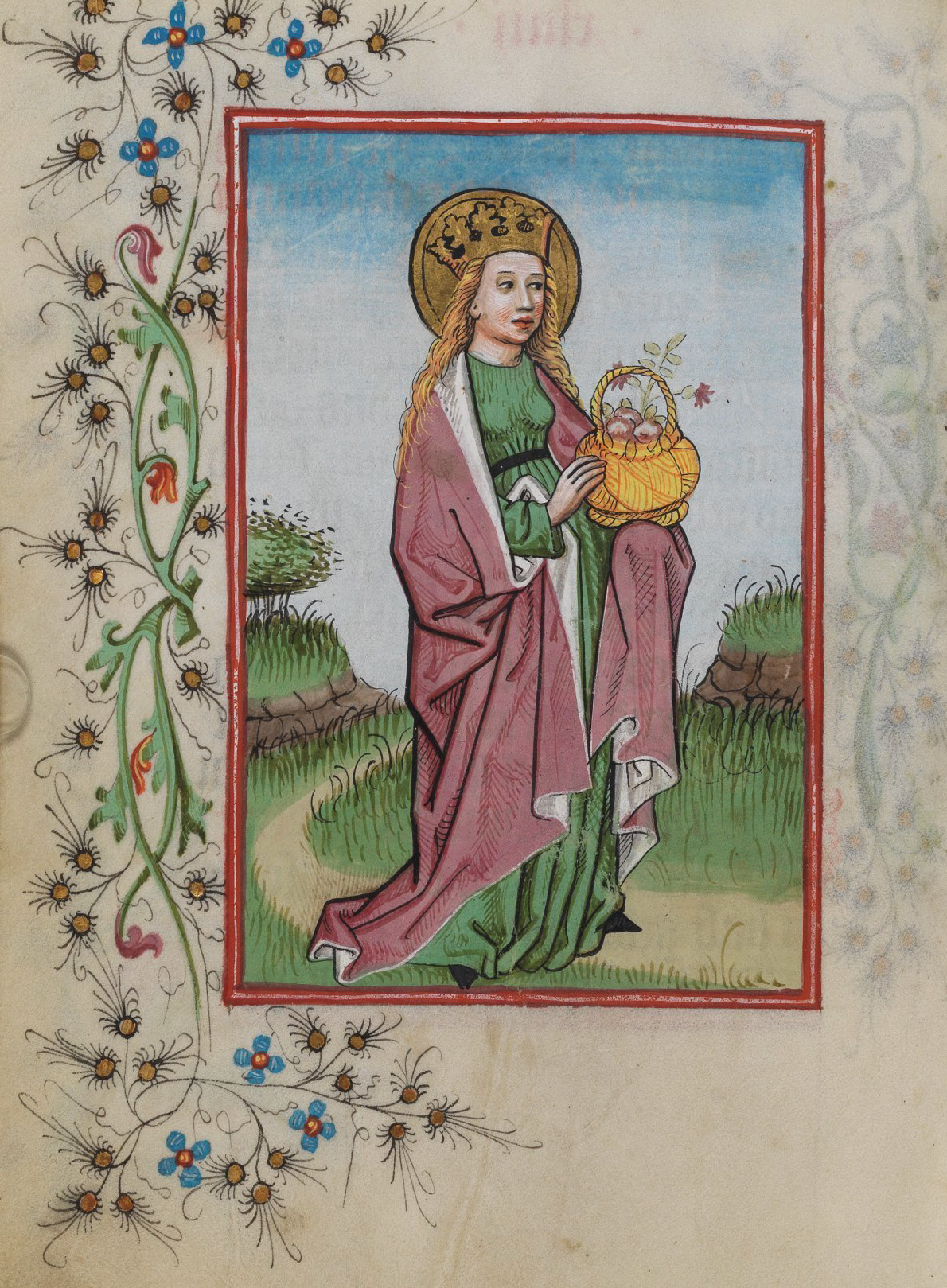
Afbeelding Sint-Elisabeth uit een getijdenboek

Het neogotische kerkschip werd in de jaren 1900-1901 gebouwd. Het oudere, laatgotische koor bezit maaswerkvensters en een netgewelf. Het gehele interieur werd in 1903 naar inzicht van de kunstenaar en restaurateur Hans Steinlein (1872-1958) ontworpen.

## De relikwie van Sint-Elisabeth
In het Elisabethaltaar wordt het boetekleed van de heilige Elisabeth van Thüringen bewaard. Volgens de overlevering schonk de heilige Franciscus het gewaad zelf aan Sint-Elisabeth bij haar toetrede in zijn orde. Het nauw vallende kledingstuk bestaat uit donkere, grove wolstof. Het gewaad kwam omstreeks 1237 naar het klooster Tiefenthal, waar het eeuwenlang werd beschermd tegen oorlog, brand en vernielingen. In 1803 werd de schrijn met de mantel in verband met de opheffing van het klooster als gevolg van de secularisatie aan de kerk van Oberwalluf overgedragen. Op de zondag volgend op de feestdag van Sint-Elisabeth (17 november) wordt de schrijn met het gewaad tijdens een relikwie-plechtigheid geopend.